# Mathieu III de Beaumont
Mathieu III de Beaumont (Allemand : Matthäus III. ; † 1208) était un comte de Beaumont-sur-Oise (de) et un comte de Valois (jure uxoris) de la maison de Beaumont-sur-Oise (de). Il était le fils du comte Mathieu II de Beaumont-sur-Oise, grand chambellan de France, et de sa première épouse Mathilde de Châteaudun.
Le premier mariage de Mathieu remonte à environ 1175 avec Éléonore de Vermandois († 1213), l'héritière contingente des comtés de Vermandois et de Valois. Cependant, après la mort de sa sœur Mabile en 1182, son mari, le comte Philippe de Flandre, contesta les droits d'Aliénor sur l'héritage vermandois, qu'il revendiquait pour lui-même. Dans le traité de Boves négocié par le roi de France Philippe II Auguste en 1185, Éléonore et avec elle Mathieu purent reprendre le comté de Valois, mais le Vermandois resta alors au comte de Flandre.
Avec le roi Philippe II Auguste, le roi Henri II d'Angleterre, son fils Richard Cœur de Lion et plusieurs chevaliers de France, Mathieu prit la croix pour la troisième croisade près de Gisors le 13 janvier 1188. Cependant, il n’est plus mentionné à mesure que la croisade progresse. Au cours de cette entreprise, le comte de Flandre mourut sans enfant et le roi Philippe II Auguste transféra les terres de Vermandois à Éléonore en 1192. Au même moment, Mathieu se sépare de sa première épouse, ce qui signifie qu'il perd également les terres de Valois.
Avant 1199, Mathieu s'était remarié avec Éléonore, fille du comte Raoul Ier de Soissons. N'ayant eu aucun enfant issu d'un des deux mariages, son demi-frère Jean (de) en hérita de Beaumont-sur-Oise.

## Sources
- Rigord, Gesta Philippi Augusti in Léopold Delisle, Recueil des Historiens des Gaules et de la France, 17 (1878), p. 25.